# محمد سرور
محمد سرور (انگلیسی: Mohamed Surour؛ زادهٔ ۳۱ اکتبر ۱۹۹۳) بازیکن فوتبال اهل امارات متحده عربی است.